# Richard Gibon
Eugen Richard Gibon (* 29. April 1872 in Bremen; † 2. Dezember 1947 in München) war ein deutscher Landschaftsmaler.

## Leben
Gibon studierte in den Jahren 1893/1894 an der Kunstakademie Düsseldorf Malerei. Dort waren Heinrich Lauenstein und Adolf Schill seine Lehrer. Später lebte er als Landschaftsmaler in München, wo er ab 1910 im Glaspalast ausstellte. Gibon wurde Mitglied im Reichsverband bildender Künstler Deutschlands.